# Queen: The eYe
Jogo "Queen - The eYe" =
| Jogo "Queen - The eYe" | Jogo "Queen - The eYe"                             |
| Informação Geral       | Informação Geral                                   |
| Jogo                   | Queen – The eYe                                    |
| Publicado pela         | Eletronic Arts, Inc.                               |
| Desenvolvido pela      | Destination Design                                 |
| Lançamento             | 1998, na Europa                                    |
| Plataforma             | DOS                                                |
| Formato                | 5 CDs                                              |
| Perspectiva            | 3D                                                 |
| Gênero                 | Ação, Aventura                                     |
| ---------------------- | -------------------------------------------------- |
| Jogabilidade           | Luta, artes marciais, resolução de quebra-cabeças  |
| Gênero das músicas     | Rock, Soft Rock, Hard Rock, Pop Rock, Classic Rock |
| Configuração           | Cyberpunk, Ficção científica, Futurista            |

Queen: The eYe (tradução: “Rainha: o olho”) é um jogo de videogame de ação e aventura, em 3D, com combate corpo a corpo e resolução de quebra-cabeças, que foi lançado em 1998 pela Electronic Arts. Sua música de destaque do grupo de rock Queen, que remixou exclusivamente pelo estúdio The Eye por Joshua J. Macrae e Roger Taylor, em Surrey. 

História:
A história do jogo se passa no futuro, com o agente secreto Dubroc passando por vários ambientes, cujos lugares sempre mostra algum clip musical, ou somente toca alguma faixa, do conjunto Queen. O design é muito bem feito e detalhado. O objetivo do agente é destruir a máquina que governa o mundo, chamada “The eYe”, que tudo vê e que destrói a criatividade do mundo.

Como é o jogo:
O jogador entra na pele de Dubroc, que passa por vários ambientes, que tocam músicas do grupo musical Queen, e a sua sentença é morrer na Arena (“The Arena”), um programa de televisão ao vivo transmitido por satélites para o mundo. Nele, o competidor luta contra os campeões de arena chamados os Watchers. A partir daí o agente secreto Dubroc continua sua missão para destruir The eYe, a máquina que governa o mundo e destrói a sua criatividade.

Músicas do Queen:
Muitos elementos da história foram adaptados do musical do Queen: We will rock you. O jogo contém cinco CDs, juntamente com os arquivos eletrônicos do próprio jogo. Apresentou remixes instrumentais de muitas faixas do Queen e é considerado um item de colecionador por fãs devido a essas músicas. Apesar de toda essa popularidade, o jogo eletrônico sofre baixas vendas, poucas promoções e gráficos que já pareciam datados no lançamento devido ao longo tempo de desenvolvimento do jogo.  

Títulos alternativos em inglês:
•	"Queen: The eYe - Wir müssen alle sehen, um zu glauben" -- German tag-lined title
•	"Queen: The eYe - We Must All See to Believe" -- Tag-lined title
•	"Queen: The eYe - Nous devons tous voir pour croire" -- French tag-lined title

Lista de músicas:
Disco 1 – O domínio da arena ("The Arena Domain")
1.	"Data track" (includes "Arboria") - 22:22
2.	"Made in Heaven" (loop) - 1:08
3.	"I Want It All" (instrumental, remix) - 4:43
4.	"Dragon Attack" (instrumental, remix) - 4:23
5.	"Fight From The Inside" (instrumental) - 3:03
6.	"Hang On In There" (intro) - 0:57
7.	"In The Lap of the Gods...Revisited" (edit, vocals) - 0:32
8.	"Modern Times Rock'n'Roll" (instrumental) - 1:44
9.	"More Of That Jazz" (instrumental) - 4:30
10.	"We Will Rock You" (commentary mix) - 0:58
11.	"Liar" (intro) - 1:26
12.	"The Night Comes Down" (intro) - 0:48
13.	"Party" (instrumental) - 2:26 (not on the English version of the game)
14.	"Chinese Torture" (usual version) - 1:44
15.	"I Want It All" (instrumental, remix) - 4:53
Disco 2 – O domínio dos trabalhos ("The Works Domain")
1.	"Data track" - 25:45
2.	"Mustapha" (intro, vocals) - 0:26
3.	"Mother Love" (instrumental) - 4:16
4.	"You Take My Breath Away" (instrumental) - 3:15
5.	"One Vision" (intro) - 0:32
6.	"Sweet Lady" (edit, vocals) - 1:03
7.	"Was It All Worth It" (instrumental, edit) - 1:57
8.	"Get Down, Make Love" (instrumental, remix) - 3:49
9.	"Heaven For Everyone" (instrumental) - 5:36
10.	"Hammer To Fall" (instrumental) - 4:22
11.	"Tie Your Mother Down" (intro) - 0:39
12.	"One Vision" (instrumental, remix) - 2:27
13.	"It's Late" (edit, vocals) - 1:08
14.	"Procession" (usual version) - 1:14
15.	"Made in Heaven" (instrumental, remix) - 5:24
Disco 3 – O domínio do teatro ("The Theatre Domain")
1.	"Data track" - 21:53
2.	"It's A Beautiful Day" (remix) - 1:38
3.	"Don't Lose Your Head" (instrumental) - 1:59
4.	"Princes Of The Universe" (instrumental, remix) - 1:08
5.	"A Kind Of Magic" (instrumental) - 4:25
6.	"Gimme The Prize" (remix, vocals) - 4:03
7.	"Bring Back That Leroy Brown" (edit, vocals) - 0:27
8.	"Ha Ha Ha, It's Magic!" (vocal sample) - 0:06
9.	"You Don't Fool Me" (instrumental) - 5:58
10.	"Let Me Entertain You" (instrumental, intro) - 0:49
11.	"Khashoggi's Ship" (instrumental) - 1:37
12.	"Forever" (usual version) - 3:21
13.	"Don't Try So Hard" (edit, vocals) - 1:35
14.	"Was It All Worth It" (intro) - 0:37
Disco 4 – O domínio da sugestão ("The Innuendo Domain")
1.	"Data track" - 25:40
2.	"Brighton Rock" (intro) - 0:13
3.	"I'm Going Slightly Mad" (instrumental) - 2:40
4.	"Bijou" (instrumental, edit) - 1:27
5.	"Khashoggi's Ship" (instrumental) - 1:37
6.	"The Show Must Go On" (instrumental, remix) - 4:26
7.	"The Hitman" (instrumental, edit) - 1:07
8.	"Too Much Love Will Kill You" (edit, vocals) - 1:50
9.	"I Can't Live With You" (instrumental, remix) - 4:40
10.	"Love Of My Life" (harp intro only) - 0:04
Disco 5 – O domínio final ("The Final Domain")
1.	"Data track" - 21:48
2.	"Death On Two Legs" (intro) - 0:40
3.	"Death On Two Legs" (instrumental) - 3:07
4.	"Ride The Wild Wind" (instrumental, remix) - 4:45
5.	"Headlong" (instrumental) - 4:53
6.	"Breakthru" (instrumental) - 2:07
7.	"Hammer To Fall" (instrumental) - 4:32
8.	"Gimme The Prize" (instrumental, remix) - 4:12
9.	"The Hitman" (instrumental, remix) - 2:40
10.	"Don't Lose Your Head" (usual version) - 4:40
11.	"Gimme The Prize" (vocals, remix) - 4:11